# 2002年汪清地震
2002年汪清地震是指2002年6月29日1时19分31秒发生于中华人民共和国吉林省延边朝鲜族自治州汪清县的一场深源地震。是次地震震中位于北纬43.50度、东经130.60度，地震规模为Ms 7.2级、MW 7.3级、Me 7.1级，震源深度约540千米，最大烈度为5（Ⅴ）度。本次地震已被列入美国地质勘探局2002年显著地震列表。受本次地震影响，东北地区和华北部分地区的较大范围有感，但未造成人员伤亡和财产损失。

## 地质构造
中国大陆的深源地震活动区的陆壳部分主要位于吉林省延边朝鲜族自治州境内，本次地震即发生在空间投影呈南北向的吉林珲春、东宁、延吉、穆棱、牡丹江深源地震群中的珲春－汪清深震区，是属于日本海深震带深入中国大陆的一部分。远离环太平洋地震带深入大陆边远地区的长白山天池火山和五大连池火山是中国大陆东部仅有的滨太平洋休眠火山，而深震活动又被认为与火山活动具有共生关系。
珲春－汪清深震区附近曾发生过多次深源地震，其中最为显著的是中国和朝鲜史料都有记载的发生于1597年10月6日的M≥8级的地震。由于这次地震的影响范围大，有感范围半径可达1800千米以上，所以曾被误以为震中位于渤海，直至21世纪初才被李裕澈等人确定本次地震的震中位置为中国东北部和朝鲜东北部一带。放眼于本次地震发生前一个世纪内，根据《中国地震简目》记载，从公元1905年起算近80年间，中国大陆东北地区先后共发生7级以上深震5次、6至6.5级深震9次，均属于上地幔地震活动。

## 机构反应

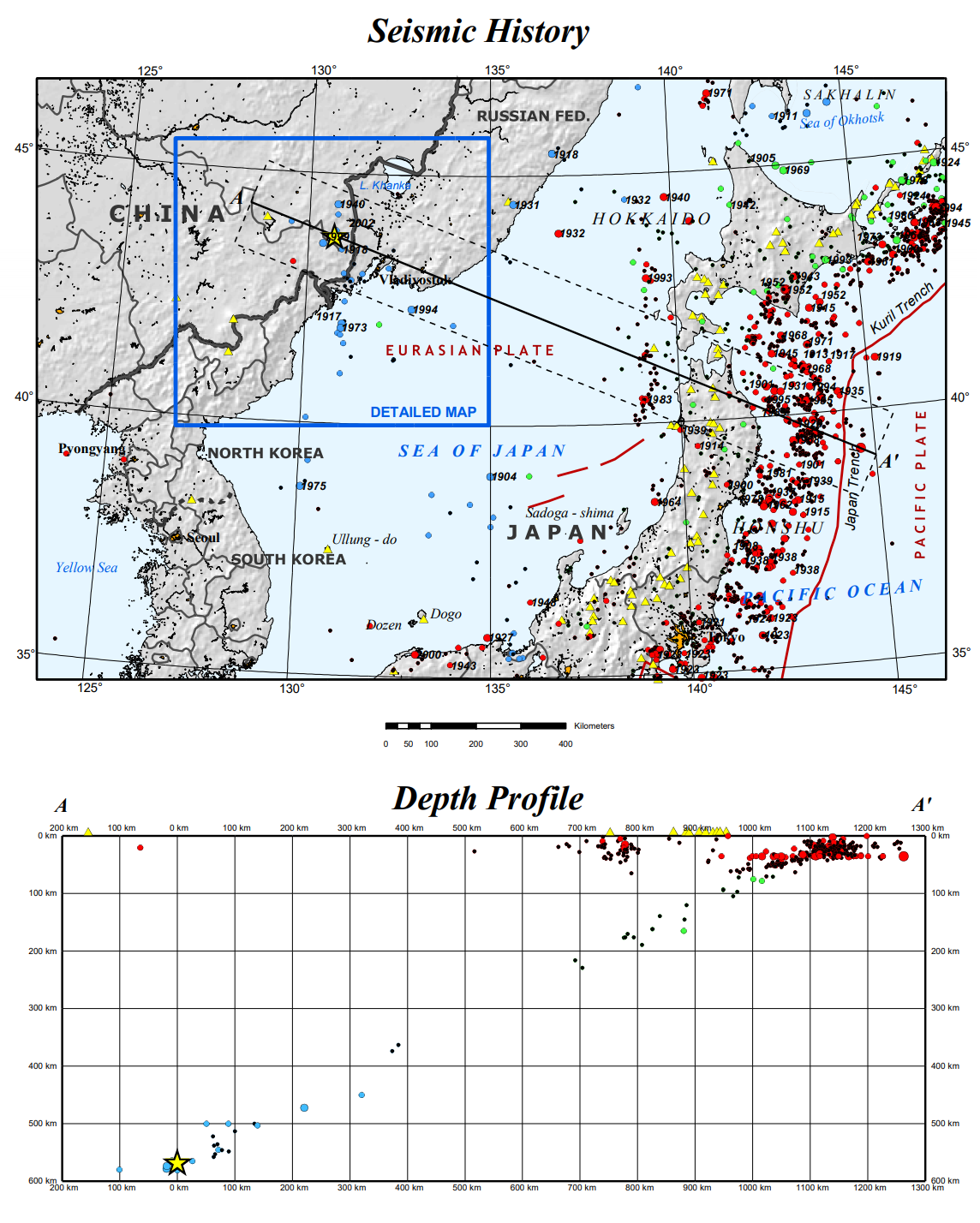
美国地质勘探局发表的本次地震震中与相关地区的历史地震活动图

本次地震的震中位置存在争议。中国地震台网测定，本次地震震中位于中华人民共和国吉林省延边朝鲜族自治州汪清县（北纬43.50度、东经130.60度），地震规模为Ms 7.2级，震源深度约540千米。而美国地质勘探局测定，本次地震震中位于中华人民共和国黑龙江省东南部，地震规模为MW 7.3级、Me 7.1级。日本气象厅测定，本次地震震中位于俄罗斯海参崴附近，震源深度约589千米，地震矩为9.25×1019 N·m，推定出地震规模为MW 7.2级、Mj 7.0级。除此之外，日本气象厅设于18个都道府县的地震仪检测到了震度阶级1以上的摇晃，具体烈度分布如下。
| 最大震度 | 都道府县                                                                                         |
| -------- | ------------------------------------------------------------------------------------------------ |
| 2        | 北海道、青森县、岩手县、宫城县、秋田县、山形县、福岛县、茨城县、埼玉县、千叶县、神奈川县、静冈县 |
| 1        | 栃木县、东京都、新潟县、石川县、山梨县、长野县                                                   |

## 后续研究
虽然本次地震的震源深度极深，但由于地震规模较大，震中距较小的吉林省延边朝鲜族自治州震感较为强烈。有当地居民反馈无法站稳，沙发、电视晃动，书架、玻璃窗和碗柜等有响声。而偏离板块俯冲方向较远的中国东北地区南部和华北地区也有震感报告。甚至日本、俄罗斯、朝鲜、韩国等部分地区也有震感报告。李裕澈等人通过归纳，得出最大有感半径为2000余千米。基于本次地震和1999年汪清地震的研究，有学者推测出西太平洋板块和古老俯冲板块的深部脱水作用促使在东北地幔410 km深度附近产生了大范围的部分熔融。